# 21641 Tiffanyko
A 21641 Tiffanyko (ideiglenes jelöléssel 1999 NC40) a Naprendszer kisbolygóövében található aszteroida. A LINEAR projekt keretében fedezték fel 1999. július 14-én.